# Landgericht Danzig
Das Landgericht Danzig war von 1879 bis 1944 ein deutsches Landgericht in Danzig.

## Geschichte
Mit den Reichsjustizgesetzen wurde 1879 das preußische Kreisgericht in Danzig aufgelöst. Nachfolger des Kreisgerichtes Danzig wurde das Landgericht Danzig. Es war dem Oberlandesgericht Marienwerder nachgeordnet.
Dem Landgericht Danzig waren folgende neun Amtsgerichte nachgeordnet:
- Amtsgericht Berent in Berent
- Amtsgericht Carthaus in Carthaus
- Amtsgericht Danzig in Danzig
- Amtsgericht Dirschau in Dirschau
- Amtsgericht Neustadt (Westpr) in Neustadt
- Amtsgericht Putzig in Putzig
- Amtsgericht Schöneck in Schöneck
- Amtsgericht Preußisch Stargard in Preußisch Stargard
- Amtsgericht Zoppot in Zoppot[1]

Als Folge des Friedensvertrages von Versailles wurde Danzig als „Freie Stadt Danzig“ aus dem Reichsverband ausgegliedert. Der größte Teil des Umlandes wurde der neugegründeten Zweiten Polnischen Republik zugeschlagen. Diese Neuordnung nahm weder Rücksicht auf bestehende Kreisgrenzen noch auf die jeweiligen Gerichtsbezirke. Aus den Restkreisen des Danziger Umlandes wurden zwei Stadt- und drei Landkreise gebildet. Aus den Teilen des Landgerichtsbezirkes, der zur Freien Stadt Danzig gehörte, wurden vier Amtsgerichtsbezirke gegliedert. Da alle Amtsgerichtssitze (außer Danzig selbst und Zoppot) polnisch geworden waren, wurden neue Amtsgerichtssitze ausgewählt. Siehe auch Gerichte in der Freien Stadt Danzig. Die vier Amtsgerichte waren:
- Amtsgericht Danzig in Danzig
- Amtsgericht Zoppot in Zoppot
- Amtsgericht Tiegenhof in Tiegenhof
- Amtsgericht Neuteich in Neuteich

Das Landgericht Danzig selbst bestand weiter, wurde in seinem Gerichtsbezirk jedoch auf das Gebiet der Freien Stadt Danzig begrenzt. Es unterstand nun dem Obergericht Danzig. Am Landgericht Danzig wurde 1929 das Landesarbeitsgericht Danzig gebildet. Ihm nachgeordnet war das Arbeitsgericht Danzig, welches für die ganze Freie Stadt Danzig zuständig war. Mit der Dritten Verordnung betreffend Vereinfachungen und Ersparnisse in der Rechtspflege vom 3. Juli 1935 wurde das Amtsgericht Zoppot zum 1. Oktober 1935 aufgehoben und sein Sprengel dem Amtsgericht Danzig zugelegt. Auch das Amtsgericht Neuteich wurde aufgehoben, sein Sprengel kam zum Amtsgericht Tiegenhof. Nach dem Überfall auf Polen endete 1939 die Staatlichkeit der Freien Stadt Danzig. Das Danziger Obergericht wurde in das Oberlandesgericht Danzig umgewandelt, der Bezirk des Landgerichtes Danzig auf elf Amtsgerichte erweitert.
Dies waren:
- Amtsgericht Berent in Berent
- Amtsgericht Danzig in Danzig
- Amtsgericht Dirschau in Dirschau
- Amtsgericht Gotenhafen in Gotenhafen
- Amtsgericht Karthaus in Karthaus
- Amtsgericht Neustadt (Westpr) in Neustadt
- Amtsgericht Preußisch Stargard in Preußisch Stargard
- Amtsgericht Putzig in Putzig
- Amtsgericht Schöneck in Schöneck
- Amtsgericht Tiegenhof in Tiegenhof
- Amtsgericht Zoppot in Zoppot[5]

Das Amtsgericht Zoppot war mit dem Erlaß über die Wiedererrichtung des Amtsgerichts Zoppot vom 27. Dezember 1940 wiederhergestellt worden. Im Jahre 1944 waren es noch zehn Amtsgerichte. Das Amtsgericht Tiegenhof war nun dem Landgericht Elbing zugeordnet. Das Amtsgericht Putzig wurde nun als Zweigstelle des Amtsgerichtes Neustadt geführt. Dem Landesarbeitsgericht Danzig war neben dem Arbeitsgericht Danzig das Arbeitsgericht Gotenhafen zugeordnet. Mit der Eroberung Westpreußens durch die Rote Armee 1945 endete die Arbeit dieser Gerichte. Nach dem Zweiten Weltkrieg traten polnische Gerichte an ihre Stelle, siehe hierzu die Liste der ordentlichen Gerichte in Polen.

## Richter
- Siegfried Bumke (Landgerichtsdirektor)
- Hans Leopold (1921–1928)
- Max Draeger (1922–1922)